# 抓富貴
抓富贵是中國部份地區傳統婚禮的習俗之一，在出厨后，新娘从礼盘里手抓一把行掷箸礼和戳窗礼时所用的红筷子，所抓的筷子逢单头胎生男孩，逢双头胎生女孩。无论单双，皆大欢喜。此俗反映了过去人们希望新人尽早生育繁衍，壮大家族的祈望。